# Olympische Sommerspiele 1988/Wasserspringen
Bei den XXIV. Olympischen Sommerspielen 1988 in Seoul fanden vier Wettkämpfe im Wasserspringen statt, je zwei für Frauen und Männer. Austragungsort war die Jamsil-Schwimmhalle.

## Bilanz

### Medaillenspiegel
| Platz | Land               | Gold | Silber | Bronze | Gesamt |
| ----- | ------------------ | ---- | ------ | ------ | ------ |
| 1     | China              | 2    | 3      | 1      | 6      |
| 2     | Vereinigte Staaten | 2    | 1      | 2      | 5      |
| 3     | Mexiko             | –    | –      | 1      | 1      |

### Medaillengewinner

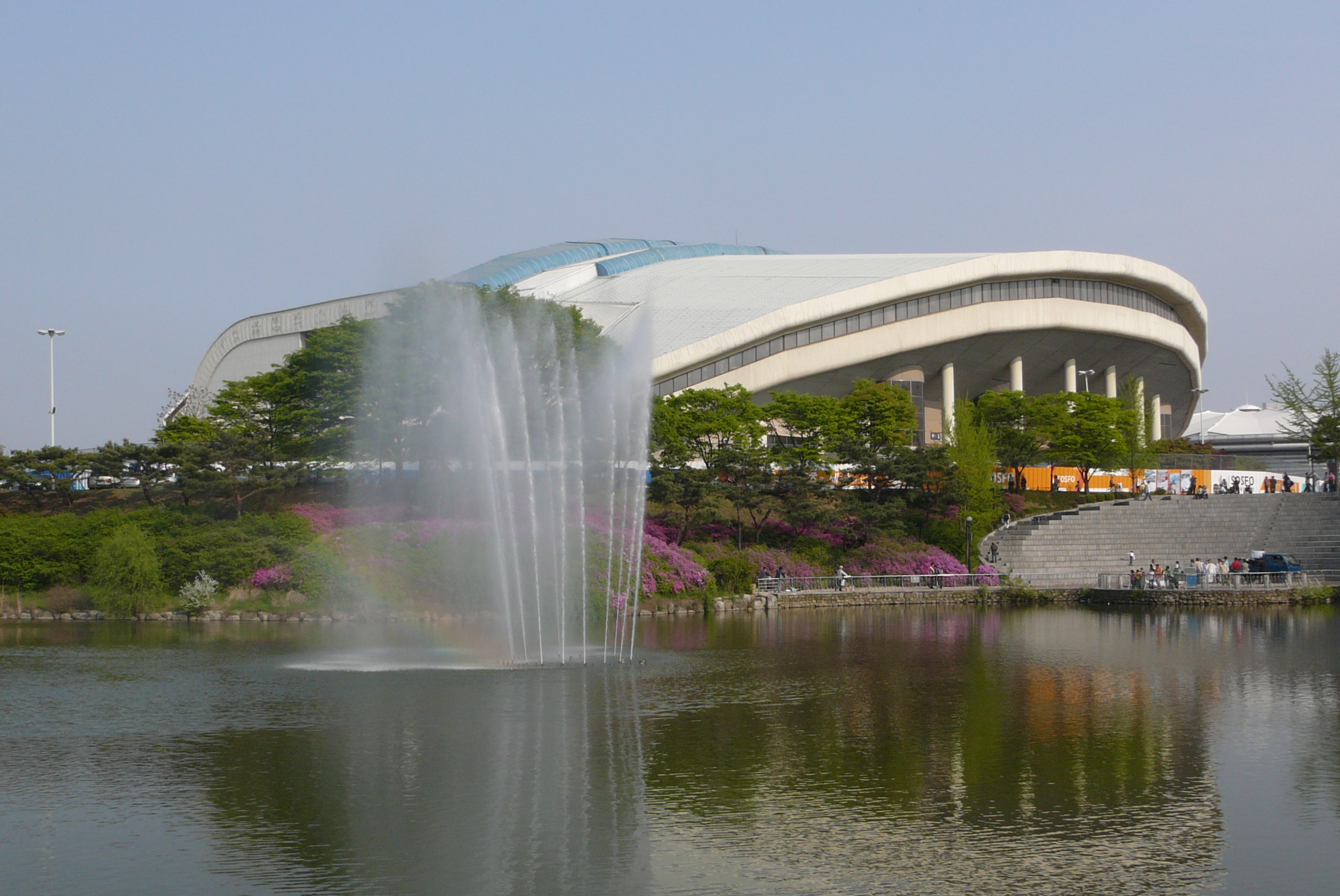
Jamsil-Schwimmhalle

| Konkurrenz        | Gold          | Silber      | Bronze     |
| ----------------- | ------------- | ----------- | ---------- |
| Kunstspringen 3 m | Greg Louganis | Tan Liangde | Li Deliang |
| Turmspringen 10 m | Greg Louganis | Xiong Ni    | Jesús Mena |

| Konkurrenz        | Gold      | Silber           | Bronze          |
| ----------------- | --------- | ---------------- | --------------- |
| Kunstspringen 3 m | Gao Min   | Li Qing          | Kelly McCormick |
| Turmspringen 10 m | Xu Yanmei | Michele Mitchell | Wendy Williams  |

## Ergebnisse Männer

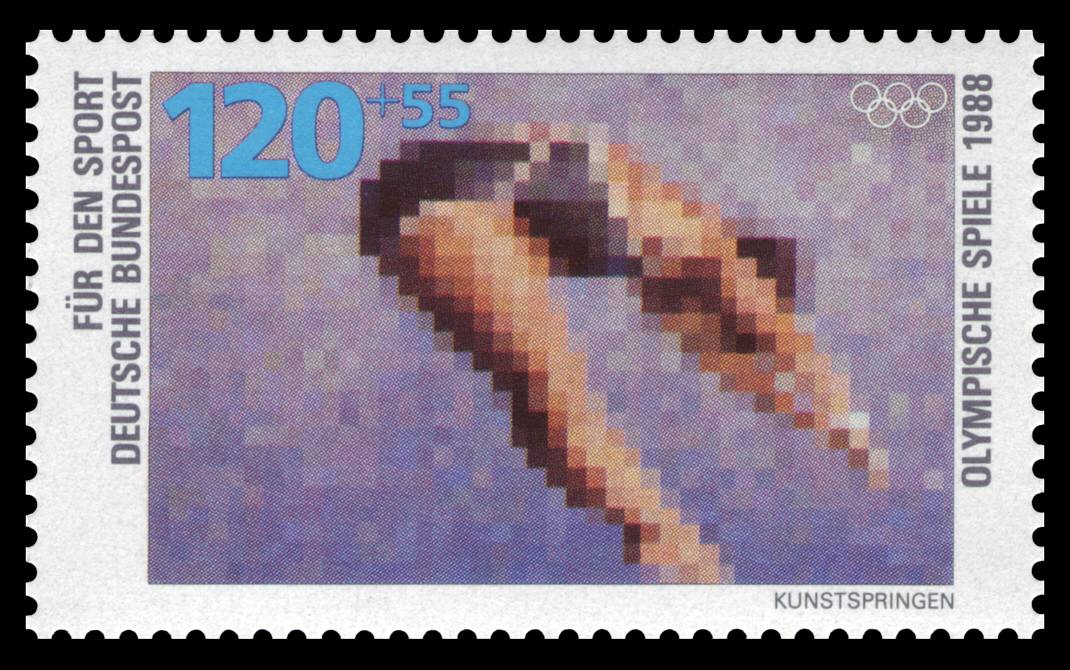
Kunstspringen: Briefmarke der Deutschen Bundespost zu den Olympischen Spielen

### Kunstspringen 3 m
| Platz | Land | Sportler        | Punkte |
| ----- | ---- | --------------- | ------ |
| 1     | USA  | Greg Louganis   | 730,80 |
| 2     | CHN  | Tan Liangde     | 704,88 |
| 3     | CHN  | Li Deliang      | 665,28 |
| 4     | FRG  | Albin Killat    | 661,47 |
| 5     | USA  | Mark Bradshaw   | 642,99 |
| 6     | MEX  | Jorge Mondragón | 616,02 |
| 7     | MEX  | Jesús Mena      | 598,77 |
| 8     | NED  | Edwin Jongejans | 588,33 |
| 9     | AUT  | Niki Stajković  | 570,60 |
|       |      |                 |        |
| 19    | AUT  | Erich Pils      | 532,92 |
| 21    | FRG  | Willi Meyer     | 511,98 |

Datum: 19. und 20. September 1988 

35 Teilnehmer aus 23 Ländern

### Turmspringen 10 m
| Platz | Land | Sportler             | Punkte |
| ----- | ---- | -------------------- | ------ |
| 1     | USA  | Greg Louganis        | 638,61 |
| 2     | CHN  | Xiong Ni             | 637,47 |
| 3     | MEX  | Jesús Mena           | 594,39 |
| 4     | URS  | Giorgi Tschogowadse  | 585,96 |
| 5     | GDR  | Jan Hempel           | 583,77 |
| 6     | CHN  | Li Kongzheng         | 543,81 |
| 7     | GDR  | Steffen Haage        | 541,02 |
| 8     | URS  | Wladimir Timoschinin | 534,66 |
|       |      |                      |        |
| 13    | FRG  | Albin Killat         | 517,23 |
| 22    | FRG  | Willi Meyer          | 449,07 |

Datum: 26. und 27. September 1988 

26 Teilnehmer aus 15 Ländern

## Ergebnisse Frauen

### Kunstspringen 3 m
| Platz | Land | Sportlerin       | Punkte |
| ----- | ---- | ---------------- | ------ |
| 1     | CHN  | Gao Min          | 580,23 |
| 2     | CHN  | Li Qing          | 534,33 |
| 3     | USA  | Kelly McCormick  | 533,19 |
| 4     | URS  | Irina Laschko    | 526,65 |
| 5     | URS  | Marina Babkowa   | 506,43 |
| 6     | USA  | Wendy Lucero     | 498,81 |
| 7     | GDR  | Brita Baldus     | 479,19 |
| 8     | NED  | Daphne Jongejans | 465,45 |
|       |      |                  |        |
| 16    | SUI  | Beatrice Bürki   | 400,32 |
| 17    | FRG  | Anke Mühlbauer   | 400,26 |
| 23    | FRG  | Elke Heinrichs   | 374,46 |

Datum: 24. und 25. September 1988 

27 Teilnehmerinnen aus 19 Ländern

### Turmspringen 10 m
| Platz | Land | Sportlerin               | Punkte |
| ----- | ---- | ------------------------ | ------ |
| 1     | CHN  | Xu Yanmei                | 445,20 |
| 2     | USA  | Michele Mitchell         | 436,95 |
| 3     | USA  | Wendy Williams           | 400,44 |
| 4     | URS  | Anschela Stassjulewitsch | 386,22 |
| 5     | CHN  | Chen Xiaodan             | 384,15 |
| 6     | URS  | Jelena Miroschina        | 381,93 |
| 7     | NOR  | Kamilia Gamme            | 366,45 |
| 8     | GDR  | Silke Abicht             | 350,61 |
|       |      |                          |        |
| 15    | FRG  | Monika Kühn              | 335,88 |
| 19    | FRG  | Doris Pecher             | 310,53 |

Datum: 17. und 18. September 1988 

20 Teilnehmerinnen aus 14 Ländern